# Вырубовы
Вырубовы — два русских дворянских рода различного происхождения.

## История рода
Предок их, Мина Никитич Вырубов, упоминается в Колыванском походе (1540).
Родоначальником первого был Михаил Вырубов, живший и в начале XVI века. Сын его — Иван Михайлович, был боярином при Иване Грозном (упоминается в 1551), пожалован Иваном IV поместьем и вотчиной из дворцового с. Рюминского с дд. Переяслав-Залесского уезда (1551), а его племянник — Иван Остафьевич писан в числе детей боярских (1573). От двух внуков его — Михаила и Дмитрия, пошли две отдельные ветви, от первого — московская, от второго — смоленская.
Опричниками Ивана Грозного числились: Григорий Михайлович, Иван Леонтьевич, Курбат и Дмитрий Ивановичи, Левонтий, Иван, Лобан и Семён Остафьевичи, Семейка Смирного Вырубовы (1573). Михаил Астафьевич владел поместьем в Московским уезде (1573), его Вяземские вотчины перешли вдове Григория Вырубова и её сыну Афанасию (1594). Восемь представителей рода владели поместьями в Вяземском уезде (1594). Потомство Ивана Леонтьевича записано в родословную книгу Московского уезда.
Юрий Иванович состоял при датском принце Густаве (1602). Михаил Иванович полуполковник взят в плен под Чудиновым (1660). Вязьмитинин Тимофей Иванович служил сотенным головою, его сын Дмитрий полуголова у московских стрельцов (1669—1670). В XVII столетии Вырубовы владели поместьями в Московском, Вяземском и Боровском уездах.
Двое представителей рода владели населёнными имениями (1699).
Род этот внесен в VI часть Дворянской родословной книги Московской, Смоленской («Гербовник», II, 79).
Другой род Вырубовых, нового происхождения, внесён во II-ю часть Дворянской родословной книги Владимирской губернии.

## Описание гербов

#### Герб Вырубовых 1785 года
В Гербовнике Анисима Титовича Князева 1785 года имеется изображение печати с гербом действительного тайного советника, сенатора и кавалера ордена Святого Александра Невского (1804) Петра Ивановича Вырубова: на княжеской мантии означен овальный щит, имеющий золотое поле, в котором вертикально изображен синий с красной каймой колчан, с выходящими из него белыми стрелами, у которых оперение голубое с розовым. Над колчаном — половина белого солнца в лучами. Княжеская мантия со щитом украшена обычной дворянской короной.

#### Герб. Часть II. № 79.
В щите, имеющем золотое поле, изображены крестообразно колчан со стрелами и натянутый лук.
Щит увенчан обыкновенным дворянским шлемом с дворянской на нём короной и тремя страусовыми перьями. Намёт на щите золотой, подложенный красным. Герб рода Вырубовых внесён в Часть 2 Общего гербовника дворянских родов Всероссийской империи, стр. 79.

## Известные представители
- Вырубов Никита Иванович — жилец (1613), московский дворянин (1627), шатёрничий (1629—1620).
- Вырубов Михаил Никитич — стольник патриарха Филарета (1629).
- Вырубов Наум Иванович — жилец (1613), московский дворянин (1627—1640).
- Вырубовы: Иван и Андрей Ивановичи — упоминаются при осаде Смоленска (1634), Андрей Иванович, дорогобужский дворянин, умер от ран.
- Вырубов Михаил Тимофеевич московский дворянин (1658—1668), воевода в Калуге (1678—1679).
- Вырубов Михаил Иванович — московский дворянин (1671—1677), воевода в Воронеже (1679—1680).
- Вырубов Дмитрий Тимофеевич — московский дворянин (1676—1692).
- Вырубов Семён Дмитриевич — московский дворянин (1692)[5].
- Вырубова, Анна Александровна (урожд. Танеева, 1884—1964) — фрейлина, ближайшая и преданнейшая подруга Императрицы Александры Фёдоровны.
- Вырубов, Алексей Алексеевич (1841—1900) — российский земский деятель, известный врач, доктор медицины (с 1869 работал старшим врачом Орловско-Витебской железной дороги, до этого работал на Прибрежно-Витимских золотопромышленных приисках в Восточной Сибири). Сын А. Г. Вырубова.
- Вырубов, Алексей Гаврилович (первая половина XIX века) — потомок О. М. Вырубова, полицмейстер в Коврове в 1850-х гг.
- Вырубов, Василий Васильевич (1879—1963) — российский земский и государственный деятель.
- Вырубов, Григорий Николаевич (31.10.1843 — 30.11.1913) — русский философ-позитивист, химик-кристаллограф.
- Вырубов, Дмитрий Николаевич (24.04.1900 — 26.12.1978) — известный русский учёный в СССР (МВТУ), специалист по двигателестроению. Сын Н. В. Вырубова.
- Вырубов, Иван Михайлович — праправнук Остафия Вырубова, бригадный генерал Русской Армии эпохи правления Петра I (кон. XVII — нач. XVIII вв.).
- Вырубов, Николай Алексеевич (25.01.1869 — 25.12.1919) — известный русский врач-психиатр и невропатолог, доктор медицины.
- Вырубов, Николай Васильевич (1915—2009) — общественный деятель, кавалер Креста освобождения, командор ордена Почётного Легиона.
- Вырубов, Остафий Михайлович (жил в XVI веке) — один из двоих братьев-родоначальников рода Вырубовых, получивший за государеву службу в 1550-х гг. вотчины[6].
- Вырубов, Пётр Иванович (14.07.1729 — 10.09.1801) — государственный деятель эпохи Екатерины II; действительный тайный советник, действительный камергер, сенатор, почётный опекун Московского Воспитательного дома. Известен его портрет кисти выдающегося живописца Фёдора Рокотова[7].
- Вырубов, Пётр Иванович (подполковник) (11.07.1807 — 04.04.1871) — подполковник, кавалер. Основатель конного завода в с. Ивановском Козловского уезда Тамбовской губернии. Похоронен в Новоспасском монастыре.
- Пётр Иванович Вырубов — тайный советник и сенатор внесён в VI часть ДРК Московской губернии[8] (28.05.1792);
- Григорий Петрович Вырубов — коллежский асессор, внесён в VI-ю часть ДРК Рязанской губернии (21.12.1874)[9].